# Суза (град)
Суза (перс. شوش:) је персијски старовековни град из периода Елама, односно Ахеменидског царства и Партијског царства. Град је смештен на око 250 км источно од реке Тигрис, на југозападну Ирана. У Ахеменидско доба, град је био једна од резиденција Дарија I.
Локалитет се тренутно састоји од три археолошке хумке, које покривају површину од око једног квадратног километра. Модерни ирански град Шуш налази се на месту древнog Суза. Шуш је идентификован као Шушан, који се помиње у Књизи о Јестири и другим библијским књигама.

## Историја
Суза је један од најстаријих познатих градова на Блиском истоку. Датира из 6000. п. н. е. када је овом месту постојала акропола. Најстарије урбане структуре у околини акрополе датирају из 4000. п. н. е., док рурални остаци потичу из 7000. п. н. е. Осликана керамика пронађена у околини града која сведочи о постојању цивилизације која датира из 5000. п. н. е. (Доба Урука). Прастари град налазио се у појасу између река Саура и Дез, и представљао је политички центар од велике важности.

### Еламско доба
Развојем цивилизације у Еламу 4. миленијума п. н. е. град Суза постаје еламски главни град. О успону еламске цивилизације говори податак да су његови становници често успешно ратовали против сумерских и акадских градова на југу Месопотамије. Град се у то доба ширио према истоку, у подручје које се данас назива "краљевским градом". Претпоставља се како је у близини постојао и зигурат. На еламском језику, град се називао Сусан  или Сусун.
Град Суза је једном пао пред освајањем акадског владара Саргона, док га је у 18. век п. н. е. покорио и вавилонски краљ Хамураби. У међувремену, еламски владари покорили су град Аншан па њихова титула често носи назив "Краљ Елама и Аншана" Један од најважнијих археолошких проналазака из тог времена је Хамурабијев законик.

### Асирско доба
647. п. н. е. асирски краљ Асурбанипал водио је рат против Елама који је разорио град Сузу. Глинена плоча, коју је археолог Аустен Хенри Лаиард 1854. пронашао у асирском главном граду Ниниви, спомиње Асурбанипала као "осветника" који је разорио Сузу као одговор на вековно понижавање народа Месопотамије.

### Ахеменидско доба
Током 6. век п. н. е. славни персијски владар Кир Велики из династије Ахеменида прикључује Сузу Персијском царству. У доба Кирове владавине Суза је имала подређен положај у односу на главни град Пасаргад, но његов син Камбиз II враћа главни град у Сузу.
Након тога Камбизов рођак Дарије I гради у Сузи једну од својих резиденцијалних палата. На северу палате налазила се велика дворана за пријем са 36 стубова и краљевским троном, док се на јужној страни налазила раскошна палата са три унутрашња врта, од којих је највећи служио за војску. На западној страни налазио се резервни улаз, а на источној  Велика врата . Записи пронађени у Даријевој палати детаљно описују како је грађена. Палата у Сузи очито је била омиљена Даријева резиденција, будући да грчки историчар Херодот спомиње искључиво Сузу као главни град Персије, док не спомиње Пасаргад и Персепољ. Дарије је Сузу повезао Краљевским путем које је водила пуних 2700 км до Сард ау западној Малој Азији, због чега је Суза постала великим трговачким центром.
Детаљи раскоша града Сузе описани су у библијској причи о Естер, која је смештена управо у том граду у доба владавине персијског краља Ахасуера (највероватније Ксеркс I). Нажалост, велики пожар у Сузи у време краља Артаксеркса уништила је већину градских зграда из ранијих периода. Записи из доба владавине Артаксерксовог сина Дарија II описују реконструкцију града. Коначно, Артаксеркс II гради другу дворану за пријем (ападана) на другој страни реке.

### Селеукидско доба
Након пада ахеменидског Персијског царства, Александар Македонски жени се у Сузи Статејром, ћерком последњег ахеменидског владара Дарија III После Александрове смрти, градом владају Селеукиди и Суза постаје делом новог Селеукидског царства, и од тада се назива Селеукија. У то доба подигнута је нова палата уз постојећу резиденцију Дарија II. Административни центар налазио се у јужном делу, где су пронађени бројни записи на грчком језику, те они из каснијег партског периода.

### Партско доба
Век након што се Партијско царство одвојило од Селеукидског царства, Суза је постала једним од два главна града новог краљевства; други је био Ктесифон. Град је у то време био уточиштем многих избеглица који су бежали из западног дела краљевства пред ратовима против Римљана. Суза је током Партијског краљевства служила као летња престоница, док су у Ктесифону боравили углавном зими. У Сузи је кован и партски новац.

### Сасанидско доба
Сасаниди су након покоравања Парта и стварања Сасанидског царства наставили традицију коришћења Сузе и Ктесифона као два главна града. Будући да су Римљани између 116. и 297. године чак пет пута опустошили град Ктесифон у време римско-персијских ратова, Суза је била на гласу као сигурнији град у који су се склањале бројне избеглице. У сасадниско доба, Суза је имала бројну хришћанску популацију. Персијски краљ Шапур I у близини Сузе дао је подићи академију Гундишапур која је била средиштем сасанидске науке, која се данас сматра најстаријим универзитетом на свету. Такође, подигао је брану на реци Карун због наводњавања околних подручја, што је оплеменило подручје око Сузе.

### Средњи век
Током средњег века Суза је доживела два велика разарања од стране Арапа и Монгола, каква нису била забележена још од 647. п. н. е. Односно Асурбанипаловог пустошења у рату против Асирије. Исламски освајачи опустошили су град 638. године када су пронашли мумију сахрањена са печатом у облику човека који стоји између два лава. Иако је халиф Омар наредио уништење гробнице, локално становништво уверило га је како се ради о сахрањеном пророку пророку Данилу, након чега је гробница поштеђена. Од тада, Суза је постала верским одредиштем бројних Јевреја. Најгоре разарање Суза је доживела 1218. године када је буквално сравњена до темеља приликом монголских освајања, након чега је била потпуно напуштена наредних година.

### Модерно доба
Антички град Сузу је 1850. први идентификовао британски археолог Виллиам Лофтус. У непосредној близини остатака Сузе налази се модерни град Шуш, који према попису из 2005. године има 64.960 становника. Данас је Суза значајно археолошко налазиште у Ирану, те туристичко и верско одредиште за шиитске муслимане и персијске Јевреје због наводне гробнице пророка Данила.
- Anthropoid sarcophagus; саркофаг у људском облику
- Лав нарељефу Даријеве палате
- Основа персијског стуба у Даријевој палати
- Персијски коњаник, рељеф
- Украсни рељеф
- Гробница проорка Данила
- Рашље, исламско доба
- Ваза 8. век